# 韋列斯尼亞
51°4′24″N 29°35′21″E / 51.07333°N 29.58917°E
韋雷斯尼亞（烏克蘭語：Вересня）是位於烏克蘭北部的村莊，由基辅州维什霍罗德区的克拉斯亞蒂奇市鎮負責管轄。該村始建於1696年，面積7平方公里，海拔高度151米，2001年人口167，人口密度每平方公里23.9人。